# Isa Qosja
Isa Qosja (ur. 1949 w Vusanjem) – jugosłowiański i kosowski reżyser.

## Wybrana reżyseria
- Proca (1984)[1]
- Strażnicy mgły (1988)[1]
- Kukumi (2005)[1][2]
- Trzy okna i powieszenie (2014)[1][3]

## Wybrane nagrody[4]
- nagroda fundacji Filmom za mir za film Trzy okna i powieszenie[1]
- nagroda specjalna jury na Festiwalu Filmowym w Sarajewie za film Kukumi (2005)[1][2]
- nagroda Cinema for Peace za film Trzy okna i powieszenie (2015)
- nagroda jury na Festiwalu Filmowym w Luksemburgu za film Trzy okna i powieszenie (2015)
- nagroda krytyków na Festiwalu Filmowym w Luksemburgu za film Trzy okna i powieszenie (2015)